# Cirilo Rodríguez
Cirilo Rodríguez (Segòvia, 1926 - Madrid, 21 de novembre de 1980) va ser un periodista radiofònic espanyol.
Va començar la seva carrera professional a Radio Segovia i a partir del 3 de juliol de 1967 va treballar a Radio Nacional de España, on el 1975 va ser nomenat redactor en cap dels serveis informatius i el 1979, cap del servei d'informació internacional. També va ser corresponsal a Nova York i va cobrir, entre d'altres, l'arribada de l'home a la Lluna, la dimissió de Richard Nixon, l'assassinat de Robert F. Kennedy, la guerra de Vietnam o la victòria de Jimmy Carter.
En el seu honor s'atorga, de forma anual, el Premi de Periodisme Cirilo Rodríguez, organitzat per l'Asociación de la Prensa de Segovia i que premia els corresponsals o enviats de mitjans espanyols a l'estranger.